# Cards Against Humanity
Cards Against Humanity is een humoristisch gezelschapsspel voor volwassenen dat in 2011 is verschenen. De naam van het spel is een woordspeling op crimes against humanity (misdaden tegen de menselijkheid).

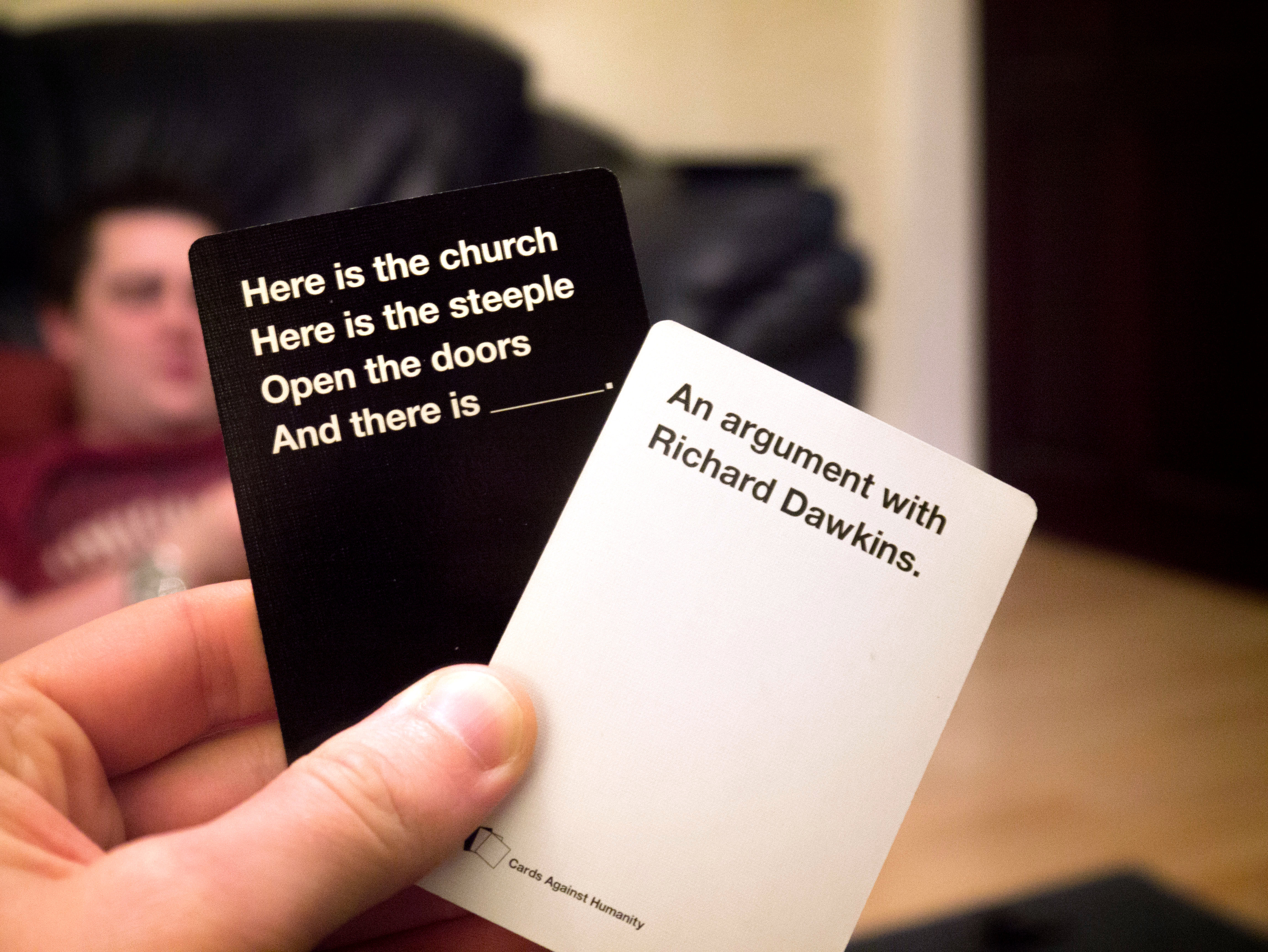
De speler die volgens de Card Czar de grappigste kaartcombinatie heeft wint de ronde.

## Spelregels
Elke speler raapt tien witte kaarten. De speler die het meest recentelijk heeft gedefeceerd begint als Card Czar en speelt een zwarte kaart. De Card Czar leest de zwarte kaart hardop voor. De andere spelers beantwoorden de kaart met een witte kaart en spelen deze door naar de Card Czar. De Card Czar schudt de antwoorden en deelt de kaartcombinaties met de groep. De Card Czar kiest de grappigste combinatie uit en de winnaar krijgt een punt. Na elke ronde raapt iedereen een nieuwe witte kaart en wordt de rol van Card Czar doorgeschoven.

## Ontwikkeling
Het concept werd in 2009 bedacht door acht vrienden uit Chicago. De eerste druk werd gecrowdfund met behulp van de website Kickstarter en verscheen in 2011. Daarnaast zijn de kaarten beschikbaar gesteld onder een Creative Commons-licentie en zijn deze via de officiële website in meerdere talen te printen. Er is ook een digitale versie van het spel speelbaar.